# Okrug Krupina
Okrug Krupina (slovački: Okres Krupina) nalazi se u središnjoj Slovačkoj u Banskobistričkom kraju.  U okrugu živi 21 209 stanovnika, dok je gustoća naseljenosti 36,26 stan/km². Ukupna površina okruga je 584,89 km². Glavni grad okruga Krupina je istoimeni grad Krupina s 7524 stanovnika.

## Stanovništvo
| Godina:     | 1994.  | 2004.   | 2014.   | 2024.   |
| ----------- | ------ | ------- | ------- | ------- |
| Broj ljudi: | 23 046 | 22 674  | 22 636  | 21 209  |
| Razlika:    |        | −1,61 % | −0,16 % | −6,30 % |

| Godina:     | 2023.  | 2024.   |
| ----------- | ------ | ------- |
| Broj ljudi: | 21 271 | 21 209  |
| Razlika:    |        | −0,29 % |

## Gradovi
- Krupina
- Dudince

## Općine
| - Bzovík - Cerovo - Čabradský Vrbovok - Čekovce - Devičie - Dolné Mladonice - Dolný Badín - Domaníky - Drážovce - Drienovo - Hontianske Moravce - Hontianske Nemce | - Hontianske Tesáre - Horné Mladonice - Horný Badín - Jalšovík - Kozí Vrbovok - Kráľovce-Krnišov - Lackov - Ladzany - Lišov - Litava - Medovarce - Rykynčice | - Sebechleby - Selce - Senohrad - Sudince - Súdovce - Terany - Trpín - Uňatín - Zemiansky Vrbovok - Žibritov |